# Philodromus validus
Philodromus validus este o specie de păianjeni din genul Philodromus, familia Philodromidae. A fost descrisă pentru prima dată de Gertsch, 1933. Conform Catalogue of Life specia Philodromus validus nu are subspecii cunoscute.